# 磯打ち網漁
磯打ち網漁（いそうちあみりょう）とは、和歌山県串本町の沿岸部で行うアオリイカの伝統漁法。戦前から続く。漁期は5月から7月。
アオリイカは群れを作らず、漁獲法が限られ、水揚げが難しい。しかし、沿岸部（海岸部）の磯に生えた海藻に産卵する習性があり、その時期に、紐をつけた木の棍棒「追太棒」（おうたぼう）や石を海にたたきつけて音を出し、イカを驚かせることで、張り巡らせた網に追い込む漁法である。漁船は磯舟で、一人が操船し、もう一人が棒などで音を立てる。磯に海藻が少ない時や、海水温が低い時は不漁となる。
この漁法は、乱獲をせず、かつ、「日本でも非常に珍しい伝統漁法」とテレビ朝日は紹介した。